# Hugh Padgham
Hugh Padgham (né le 15 février 1955 dans le Buckinghamshire en Angleterre) est un producteur de musique britannique. Il a remporté de nombreuses récompenses, dont celle de producteur de l'année en 1985.

## Biographie
Il a commencé sa carrière aux studio Adivision, sur des sessions d'enregistrement pour Yes et Emerson, Lake and Palmer, puis aux studios Townhouse. Il fait la connaissance de Steve Lillywhite avec qui il travaille pour plusieurs groupes dont XTC.
Il a par la suite travaillé pour Peter Gabriel et Phil Collins. Une de ses innovations est le son de « gate drum » utilisée sur le troisième album de Peter Gabriel et sur In the Air Tonight de Phil Collins. Dans une interview de 2006, il a révélé la façon dont l'effet a été trouvé: l'idée vient de la fonction "listen mic" (micro d'ambiance) de la console SSL qui possède une très forte compression du son, et qui était active un jour où Phil Collins jouait de la batterie. Hugh a alors l'idée de réinjecter le son dans la console, en utilisant l'effet de « noise gate », ce qui produit ce son caractéristique.
Il a rencontré d'importants succès avec Genesis dans les années 1980, avec les albums Genesis et Invisible Touch. Il a participé à l'équipement du studio d'enregistrement d'alors, la ferme de Fisher Lane. En plus de son activité avec Genesis et XTC, Hugh Padgham a coproduit deux albums de The Police, Ghost in the Machine et Synchronicity.
Dans les années 2000, il a eu de grands succès avec Sting (Grammy award pour Ten Summoner's Tales) ainsi qu'avec le groupe McFly.

## Albums produits
- Phil Collins : Face Value (1981), Hello, I Must Be Going (1982), No Jacket Required (1985), ...But Seriously (1989), Dance into the Light (1996)
- The Police : Ghost in the Machine (1981), Synchronicity (1983)
- Split Enz : Time and Tide (1982), Conflicting Emotions (1983)
- XTC : English Settlement (1982)
- Genesis : Abacab (1981), Genesis (1983), Invisible Touch (1986)
- David Bowie : Tonight (1984)
- The Human League : Hysteria (1984)
- Howard Jones : One to One (1986)
- Paul McCartney : Press to Play (1986)
- Paul Young : Between Two Fires (1986)
- The Dream Academy : Remembrance Days (1987)
- The Fixx : React (1987)
- Sting : …Nothing Like the Sun (1987), The Soul Cages (1991), Ten Summoner's Tales (1993), Mercury Falling (1996)
- Tin Machine : Tin Machine II (1991)
- Melissa Etheridge : Yes I Am (1993), Your Little Secret (1995)
- Bee Gees : Still Waters (1997)
- 311 : Soundsystem (1999)
- The Tragically Hip : In Violet Light (2002)
- McFly : Room on the 3rd Floor (2004), Wonderland (2005)

- Autres collaborations: Mike + The Mechanics, Sheryl Crow, David Bowie, Paula Cole, Hall & Oates, Elton John, Youssou N’Dour, Frank Zappa, ...